# El Savell

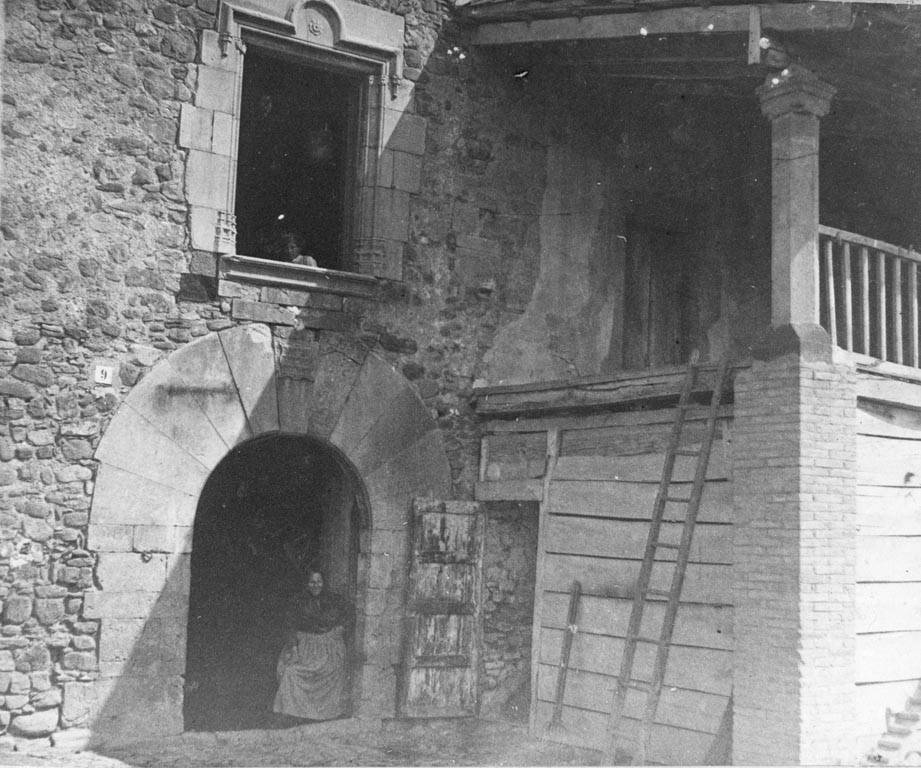
Entrada i porxo d'El Savell.

El Savell és una masia amb elements gòtics de Tona (Osona) inclosa a l'Inventari del Patrimoni Arquitectònic de Catalunya.

## Descripció
El cos central és de teulada a dues aigües. A la façana principal hi ha un portal dovellat amb un escut datat el 1562. Damunt un finestral d'estil gòtic de transició al renaixement amb una llinda rematada amb carots. També hi ha una finestreta no tan treballada però del mateix estil.
En una llinda que ara dona a la galeria d'època posterior, es llegeix "Maria Savell pubilla i Josep Castellar i Savell", possibles autors de la reconstrucció de 1562.
La casa s'anà ampliant amb una galeria adossada a la façana principal i una lliça que hi dona accés. Actualment s'ha restaurat la sala on hi ha una aigüera amb un carot d'estil renaixentista.

## Història
En virtut d'una franquesa i llibertat concedida pel rei Jaume II (1291-1327), els hereus del mas Savell eren gent alodial que no depenien de cap senyor feudal. Aquesta condició va permetre que Pere Savell el 1347 instés un procés contra el veguer de Vic i Osona, Jaume d'Olzinelles, perquè el va obligar a una host o cavalcada dels homes del castell de Tona contra els del castell de Centelles. Va presentar un document davant un jurista Berenguer Sa Era i el jutge Pere de Sala donant-se la sentència el 27 de setembre del mateix any, en què es reconeix Pere Savell i als seus hereus els drets obtinguts i la desgravació d'anar a hostes a no ser pel rei.